# Chionomyces meliolicola
Chionomyces meliolicola är en svampart som först beskrevs av Raffaele Ciferri, och fick sitt nu gällande namn av Deighton & Piroz. 1972. Chionomyces meliolicola ingår i släktet Chionomyces, divisionen sporsäcksvampar och riket svampar.   Inga underarter finns listade i Catalogue of Life.